# Велетич, Стоян
Стоян Велетич (серб. Стојан Велетић, 17 мая 1951, Влахолье, СФРЮ — 2 февраля 2018) — сербский генерал и военный деятель, военачальник Войска Республики Сербской в период войны в Боснии и Герцеговине.

## Биография
Стоян Велетич родился 17 мая 1951 года в селе Влахолье в общине Калиновик. Он был одним из семи детей Милоша и Станы Велетич. 
В 1970 году он окончил Среднюю строительно-техническую школу в Сараеве, после чего поступил в Военную академию Югославской народной армии. Звание младшего лейтенанта ему было присвоено в 1974 году. Также в 1988 году он окончил Военно-политическую школу Югославской народной армии, а десять лет спустя — Школу национальной обороны Вооруженных сил Союзной Республики Югославия. 
В югославской армии служил в Добое и Бачка-Тополе, где встретил начало распада Югославии. Тогда он, будучи майором, занимал должность заместителя командира бригады по политическим вопросам. 
Вскоре после начала войны в Боснии и Герцеговине Велетич присоединился к Войску Республики Сербской. Во время боевых действий занимал должность начальника артиллерии в штабе Дринского корпуса. После окончания войны служил на различных штабных должностях, также некоторое время командовал артиллерийским полком, дислоцированным в Хан-Песаке. 7 марта 2002 года вышел на пенсию. Скончался 2 февраля 2018 года.
Стоян Велетич был женат, в браке родились сын и дочь.

## Награды
- Югославия Орден Военных заслуг с серебряными мечами
- Югославия Орден труда с серебряным венком
- Республика Сербская Звезда Карагеоргия